# Nagroda Goya dla najlepszego reżysera
Nagroda Goya dla najlepszego reżysera (hiszp. Premio Goya a la mejor dirección) – nagroda filmowa przyznawana od 1987 przez Hiszpańską Akademię Sztuki Filmowej.
Rekordzistą w tej kategorii jest trzykrotny laureat Pedro Almodóvar. Dwukrotnie nagrodę zdobyli: Fernando Trueba, Alejandro Amenábar, Fernando León de Aranoa, Juan Antonio Bayona i Isabel Coixet.

## Zwycięzcy i nominowani

### 1987–1990
1987: Fernando Fernán Gómez – Podróż donikąd (El viaje a ninguna parte)
- Emilio Martínez-Lázaro – Lulú de noche (Lulú de noche)
- Pilar Miró – Werther

1988: José Luis Garci – Ukończony kurs (Asignatura aprobada)
- Vicente Aranda – El Lute (El Lute: camina o revienta)
- Bigas Luna – Udręka (Angustia)

1989: Gonzalo Suárez – Wiosłując z wiatrem (Remando al viento)
- Pedro Almodóvar – Kobiety na skraju załamania nerwowego (Mujeres al borde de un ataque de nervios)
- Ricardo Franco – Berlin Blues (Berlín Blues)
- Antonio Mercero – Oczekiwanie w niebie (Espérame en el cielo)
- Francisco Regueiro – Zimowy dziennik (Diario de invierno)

1990: Fernando Trueba – Podwójna obsesja (El sueño del mono loco)
- Vicente Aranda – Jeśli ci powiedzą, że zginąłem (Si te dicen que caí)
- Fernando Fernán Gómez – Morze i czas (El mar y el tiempo)
- Josefina Molina – Markiz Esquilache (Esquilache)
- Agustí Villaronga – Dziecko księżyca (El niño de la luna)

### 1991–2000
1991: Carlos Saura – Aj, Carmela! (¡Ay, Carmela!)
- Pedro Almodóvar – Zwiąż mnie (¡Átame!)
- Montxo Armendáriz(inne języki) – Listy od Alou (Las cartas de Alou)

1992: Vicente Aranda – Kochankowie (Amantes)
- Pilar Miró – Beltenebros
- Imanol Uribe – Oniemiały król (El rey pasmado)

1993: Fernando Trueba – Belle époque (Belle Époque)
- Bigas Luna – Szynka, szynka (Jamón, jamón)
- Pedro Olea – Mistrz szpady (El maestro de esgrima)

1994: Luis García Berlanga – Wszyscy z więzienia (Todos a la cárcel)
- Vicente Aranda – Intruz (Intruso)
- Juanma Bajo Ulloa – Martwa matka (La madre muerta)

1995: Imanol Uribe – Policzone dni (Días contados)
- Vicente Aranda – Namiętność po turecku (La pasión turca)
- José Luis Garci – Kołysanka (Canción de cuna)

1996: Álex de la Iglesia – Dzień bestii (El día de la bestia)
- Pedro Almodóvar – Kwiat mego sekretu (La flor de mi secreto)
- Manuel Gómez Pereira – Usta do ust (Boca a boca)

1997: Pilar Miró – Pies ogrodnika (El perro del hortelano)
- Julio Medem – Ziemia (Tierra)
- Imanol Uribe – Bwana

1998: Ricardo Franco – Szczęśliwa gwiazda (La buena estrella)
- Adolfo Aristarain – Martin (Martín (Hache))
- Montxo Armendáriz(inne języki) – Sekrety serca (Secretos del corazón)

1999: Fernando León de Aranoa – Dzielnica (Barrio)
- Alejandro Amenábar – Otwórz oczy (Abre los ojos)
- José Luis Garci – Dziadek (El abuelo)
- Fernando Trueba – Dziewczyna marzeń (La niña de tus ojos)

2000: Pedro Almodóvar – Wszystko o mojej matce (Todo sobre mi madre)
- José Luis Cuerda – Język motyli (La lengua de las mariposas)
- Gracia Querejeta – Bądźcie znowu razem (Cuando vuelvas a mi lado)
- Benito Zambrano – Samotne (Solas)

### 2001–2010
2001: José Luis Borau – Leo
- Jaime Chávarri – Buziaki dla wszystkich (Besos para todos)
- José Luis Garci – You’re the One (Una historia de entonces)
- Álex de la Iglesia – Kamienica w Madrycie (La comunidad)

2002: Alejandro Amenábar – Inni (Los Otros)
- Vicente Aranda – Joanna Szalona (Juana la Loca)
- Agustín Díaz Yanes – Boskie jak diabli (Sin noticias de Dios)
- Julio Medem – Lucia i seks (Lucía y el sexo)

2003: Fernando León de Aranoa – Poniedziałki w słońcu (Los lunes al sol)
- Pedro Almodóvar – Porozmawiaj z nią (Hable con ella)
- Antonio Hernández – Miasto bez granic (En la ciudad sin límites)
- Emilio Martínez-Lázaro – Po drugiej stronie łóżka (El otro lado de la cama)

2004: Icíar Bollaín – Moimi oczami (Te doy mis ojos)
- Isabel Coixet – Moje życie beze mnie (Mi vida sin mí)
- Cesc Gay – W mieście (En la ciudad)
- David Trueba – Żołnierze spod Salaminy (Soldados de Salamina)

2005: Alejandro Amenábar – W stronę morza (Mar adentro)
- Pedro Almodóvar – Złe wychowanie (La mala educación)
- Adolfo Aristarain – Rzym (Roma)
- Carlos Saura – Siódmy dzień (El séptimo día)

2006: Isabel Coixet – Życie ukryte w słowach (La vida secreta de las palabras)
- Montxo Armendáriz(inne języki) – Obaba
- Alberto Rodríguez – 7 dziewic (7 vírgenes)
- Benito Zambrano – Habana Blues

2007: Pedro Almodóvar – Volver
- Agustín Díaz Yanes – Kapitan Alatriste (Alatriste)
- Manuel Huerga – Salvador
- Guillermo del Toro – Labirynt fauna (El laberinto del fauno)

2008: Jaime Rosales – Samotność (La soledad)
- Icíar Bollaín – Detektywi w spódnicach (Mataharis)
- Emilio Martínez-Lázaro – 13 róż (Las 13 rosas)
- Gracia Querejeta – Siedem stołów bilardowych (Siete mesas de billar francés)

2009: Javier Fesser – Camino
- José Luis Cuerda – Ślepe słoneczniki (Los girasoles ciegos)
- Agustín Díaz Yanes – Aurora i archanioł (Sólo quiero caminar)
- Álex de la Iglesia – The Oxford Murders

2010: Daniel Monzón – Cela 211 (Celda 211)
- Alejandro Amenábar – Agora (Ágora)
- Juan José Campanella – Sekret jej oczu (El secreto de sus ojos)
- Fernando Trueba – Taniec Wiktorii (El baile de la victoria)

### 2011–2020
2011: Agustí Villaronga – Czarny chleb (Pa negre (Pan negro))
- Icíar Bollaín – Nawet deszcz (También la lluvia)
- Rodrigo Cortés – Pogrzebany (Buried)
- Álex de la Iglesia – Hiszpański cyrk (Balada triste de trompeta)

2012: Enrique Urbizu – Nie zazna spokoju, kto przeklęty (No habrá paz para los malvados)
- Pedro Almodóvar – Skóra, w której żyję (La Piel que habito)
- Mateo Gil – Blackthorn
- Benito Zambrano – Uśpiony głos (La voz dormida)

2013: Juan Antonio Bayona – Niemożliwe (Lo imposible)
- Pablo Berger – Śnieżka (Blancanieves)
- Alberto Rodríguez – Operacja Expo (Grupo 7)
- Fernando Trueba – Artysta i modelka (El artista y la modelo)

2014: David Trueba – Łatwiej jest nie patrzeć (Vivir es fácil con los ojos cerrados)
- Manuel Martín Cuenca – Kanibal (Caníbal)
- Gracia Querejeta – 15 lat i 1 dzień (15 años y un día)
- Daniel Sánchez Arévalo – Wielka hiszpańska rodzina (La gran familia española)

2015: Alberto Rodríguez – Stare grzechy mają długie cienie (La isla mínima)
- Daniel Monzón – 9 mil (El Niño)
- Damián Szifron – Dzikie historie (Relatos salvajes)
- Carlos Vermut – Magical Girl

2016: Cesc Gay – Truman
- Fernando León de Aranoa – Cudowny dzień (Nadie quiere la noche)
- Isabel Coixet – Nikt nie chce nocy (Nadie quiere la noche)
- Paula Ortiz – Krwawe gody (La novia)

2017: Juan Antonio Bayona – Siedem minut po północy (A Monster Calls)
- Pedro Almodóvar – Julieta
- Alberto Rodríguez – Człowiek o tysiącu twarzy (El hombre de las mil caras)
- Rodrigo Sorogoyen – Niech Bóg nam wybaczy (Que Dios nos perdone)

2018: Isabel Coixet – Księgarnia z marzeniami (La librería)
- Aitor Arregi i Jon Garaño – Olbrzym (Handia)
- Manuel Martín Cuenca – Autor (El autor)
- Paco Plaza – Verónica

2019: Rodrigo Sorogoyen – Królestwo (El reino)
- Javier Fesser – Mistrzowie (Campeones)
- Isaki Lacuesta – Między morzem a oceanem (Entre dos aguas)
- Asghar Farhadi – Wszyscy wiedzą (Todos lo saben)

2020: Pedro Almodóvar – Ból i blask (Dolor y gloria)
- Alejandro Amenábar – Póki trwa wojna (Mientras dure la guerra)
- Aitor Arregi, Jon Garaño i Jose Mari Goenaga – Wieczny okop (La trinchera infinita)
- Oliver Laxe – Siła ognia (O que arde)

### 2021–2030
2021: Salvador Calvo – Adú
- Juanma Bajo Ulloa – Baby
- Icíar Bollaín – Wesele Rosy (La boda de Rosa)
- Isabel Coixet – W Benidormie pada śnieg (Nieva en Benidorm)

2022: Fernando León de Aranoa – Szef roku (El buen patrón)
- Manuel Martín Cuenca – Córka (La hija)
- Icíar Bollaín – Maixabel
- Pedro Almodóvar – Matki równoległe (Madres paralelas)

2023: Rodrigo Sorogoyen – Bestie (As bestas)
- Carla Simón – Alcarràs
- Pilar Palomero – Macierzyństwo (La maternal)
- Carlos Vermut – Mantykora (Mantícora)
- Alberto Rodríguez – Barcelona 77 (Modelo 77)

2024: J.A. Bayona – Śnieżne bractwo (La sociedad de la nieve)
- Víctor Erice – Zamknij oczy (Cerrar los ojos)
- Isabel Coixet – Un amor
- David Trueba – Żarty i papierosy (Saben aquell)
- Elena Martín – Creatura

2025: Isaki Lacuesta, Pol Rodríguez – Segundo premio
- Pedro Almodóvar – W pokoju obok (La habitación de al lado)
- Arantxa Echevarría – Agentka (La infiltrada)
- Paula Ortiz – Czerwona dziewica (La virgen roja)
- Aitor Arregi, Jon Garaño – Marco (Marco, la verdad inventada)

## Wielokrotnie nominowani
Poniżej znajdują się wszyscy reżyserzy nominowani przynajmniej dwa razy w tej kategorii - w kolejności malejącej.
| Reżyser                 | Nagrody | Nominacje |
| ----------------------- | ------- | --------- |
| Pedro Almodóvar         | 3       | 12        |
| Fernando León de Aranoa | 3       | 4         |
| J.A. Bayona             | 3       | 3         |
| Isabel Coixet           | 2       | 6         |
| Fernando Trueba         | 2       | 5         |
| Alejandro Amenábar      | 2       | 5         |
| Rodrigo Sorogoyen       | 2       | 3         |
| Vicente Aranda          | 1       | 6         |
| Icíar Bollaín           | 1       | 5         |
| Alberto Rodríguez       | 1       | 5         |
| José Luis Garci         | 1       | 4         |
| Álex de la Iglesia      | 1       | 4         |
| Pilar Miró              | 1       | 3         |
| Imanol Uribe            | 1       | 3         |
| David Trueba            | 1       | 3         |
| Fernando Fernán Gómez   | 1       | 2         |
| Ricardo Franco          | 1       | 2         |
| Carlos Saura            | 1       | 2         |
| Agustí Villaronga       | 1       | 2         |
| Daniel Monzón           | 1       | 2         |
| Cesc Gay                | 1       | 2         |
| Javier Fesser           | 1       | 2         |
| Isaki Lacuesta          | 1       | 2         |
| Montxo Armendáriz       | 0       | 3         |
| Agustín Díaz Yanes      | 0       | 3         |
| Emilio Martínez-Lázaro  | 0       | 3         |
| Gracia Querejeta        | 0       | 3         |
| Benito Zambrano         | 0       | 3         |
| Manuel Martín Cuenca    | 0       | 3         |
| Aitor Arregi            | 0       | 3         |
| Jon Garaño              | 0       | 3         |
| Adolfo Aristarain       | 0       | 2         |
| José Luis Cuerda        | 0       | 2         |
| Bigas Luna              | 0       | 2         |
| Julio Medem             | 0       | 2         |
| Juanma Bajo Ulloa       | 0       | 2         |
| Carlos Vermut           | 0       | 2         |
| Paula Ortiz             | 0       | 2         |